# Bolesław Kieniewicz

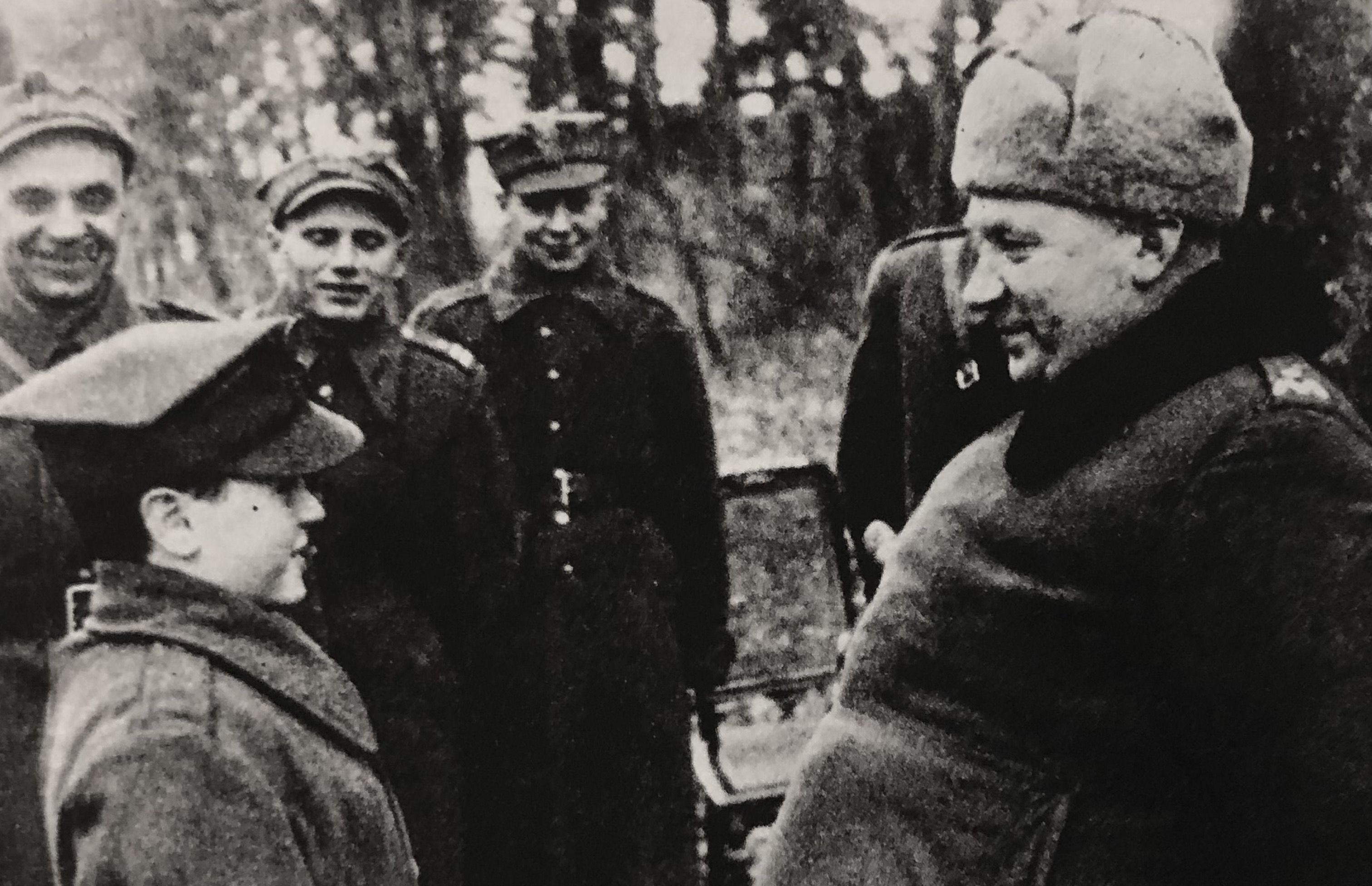
Generał Bolesław Kieniewicz w rozmowie z synem pułku

Bolesław Kieniewicz, ros. Болеслав Альбинович Кеневич (ur. 8 listopada?/21 listopada 1907 w Dworcu, zm. 3 maja 1969 w Warszawie) – generał porucznik Armii Czerwonej i generał dywizji Wojska Polskiego, poseł na Sejm PRL I kadencji.

## Życiorys
Syn Albina Kieniewicza, urzędnika carskiego. Dziadek Bolesława, Antoni Kieniewicz, pochodził z majątku Meleszew pod Turowem. Bolesław urodził się w ówczesnym powiecie pińskim guberni mińskiej w majątku Dworzec, należącym do Kazimierza Niemirowicza-Szczytta (wnuka marszałka Józefa Niemirowicza-Szczytta z Kożangródka). Matka Bolesława przebywała wówczas u siostry swego męża – Marii z Kieniewiczów Niemirowiczowej-Szczyttowej, której mąż Józef Niemirowicz-Szczytt (brat Kazimierza Niemirowicza-Szczytta z Dworca) był właścicielem Nowego Dworu. Rodzice Bolesława zostali zamordowani w czasie rewolucji bolszewickiej, a majątek Kieniewiczów został zdewastowany. Po rewolucji bolszewickiej Bolesław z siostrami Wandą i Jadwigą znalazł się w Rosji Radzieckiej. Bolesław trafił do sierocińca, Wanda do Saratowa, a Jadwiga na Sołowki.

Po ukończeniu szkoły podstawowej (7-klasowej) od września 1921 był gońcem w Oddziale Zaopatrzenia Wojskowo-Gospodarczego Frontu Kaukaskiego w trakcie wojny domowej, następnie robotnikiem budowlanym w Saratowie.

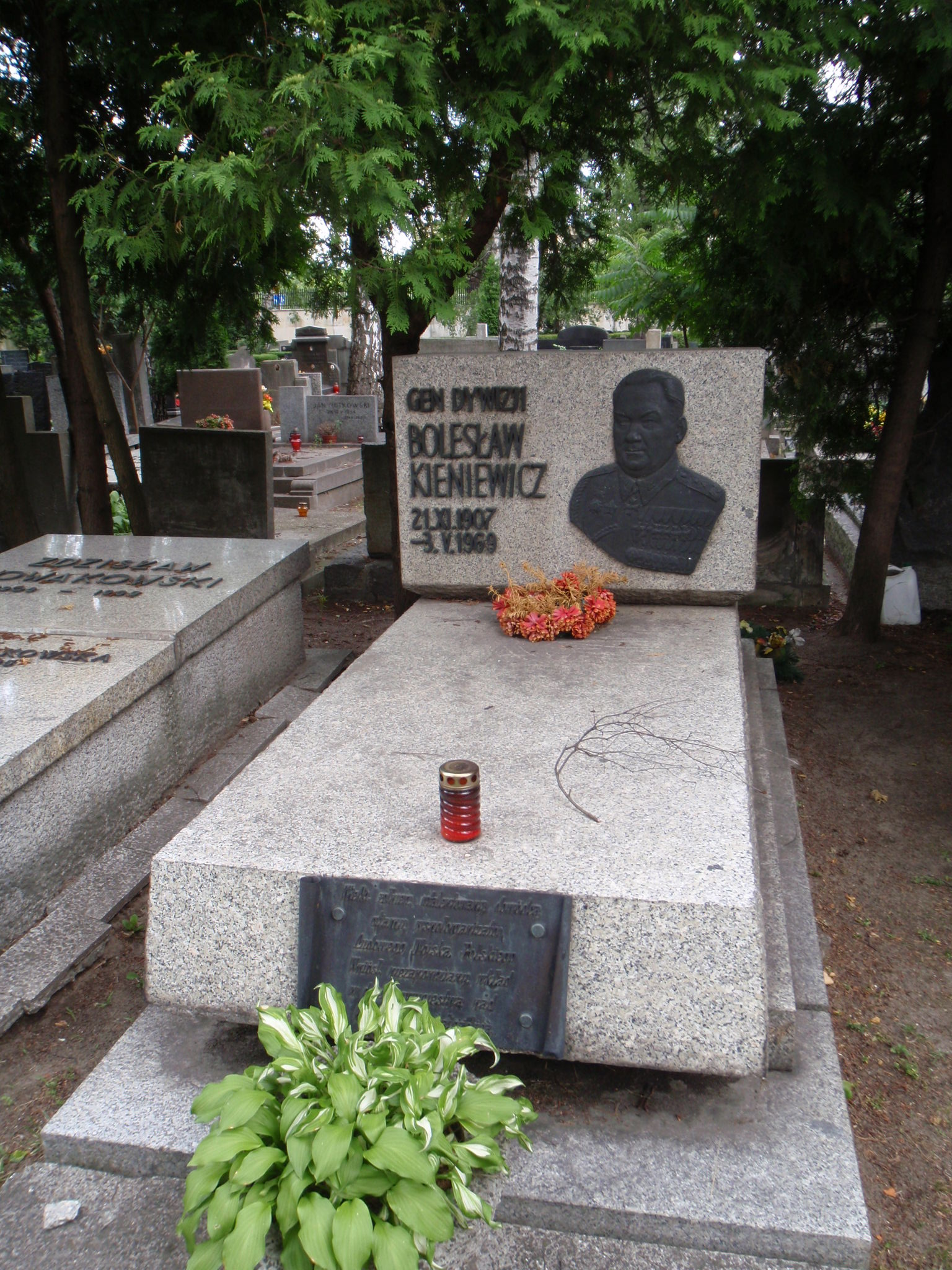
Grób Bolesława Kieniewicza i jego żony Heleny na cmentarzu Wojskowym na Powązkach w Warszawie

W maju 1926 wstąpił do Armii Czerwonej. Po ukończeniu szkoły oficerskiej pełnił kolejno funkcje w Armii Czerwonej: dowódcy plutonu piechoty w 242 pułku piechoty 81 Dywizji Piechoty w Kozielsku (listopad 1929 – styczeń 1931); dowódcy kompanii piechoty 241 pułku piechoty 81 Dywizji Piechoty w Kałudze (styczeń 1931 – kwiecień 1932); komendant pułkowej szkoły podoficerskiej w 241 pułku piechoty (kwiecień 1932 – kwiecień 1934); dowódca batalionu w kolejno 241, 242 i 5 pułku piechoty (maj 1934 – grudzień 1939). W latach 1937–1939 represjonowany ze względu na polskie pochodzenie.
Następnie jako dowódca batalionu 49 pułku piechoty 50 Dywizji Piechoty (grudzień 1939 – kwiecień 1940) wziął udział w wojnie zimowej, a po jej zakończeniu został szefem sztabu 49 pułku piechoty, a następnie szefem sztabu 57 pułku piechoty zmotoryzowanej 57 Dywizji Pancernej (1940 – wrzesień 1941).
Po ataku Niemiec na ZSRR walczył na Froncie Zachodnim, najpierw jako szef sztabu 57 pułku piechoty zmotoryzowanej, a następnie pełnił funkcje: zastępcy dowódcy 30 gwardyjskiego pułku piechoty 7 Gwardyjskiej Dywizji Piechoty (wrzesień – listopad 1941); dowódcy 14 gwardyjskiego pułku piechoty 7 Gwardyjskiej Dywizji Piechoty (listopad 1941 – listopad 1942), dowódcy 397 Dywizji Piechoty 1 Armii Uderzeniowej (listopad 1942 – styczeń 1943). W styczniu 1943 został ranny.
Po wyleczeniu ran, w maju 1943, został skierowany w stopniu pułkownika do Wojska Polskiego, gdzie został zastępcą dowódcy 1 Dywizji Piechoty ds. liniowych (brał udział w bitwie pod Lenino). Funkcję tę pełnił do grudnia 1943. Następnie w okresie od grudnia 1943 do 1 kwietnia 1944 pełnił funkcję szefa sztabu 1 Korpusu WP, a po jego przekształceniu w 1 Armię WP był jej szefem sztabu (1 kwietnia – 3 maja 1944). 27 maja 1944 został mianowany na stanowisko dowódcy 4 Dywizji Piechoty im. Jana Kilińskiego, którą dowodził do zakończenia II wojny światowej. 12 listopada 1944 mianowany generałem brygady. 14 września 1944 został mianowany dowódcą garnizonu Warszawa-Praga. Walczył w składzie 1 Armii Wojska Polskiego o przełamanie Wału Pomorskiego.
Po wojnie w maju 1945 został dowódcą Korpusu Bezpieczeństwa Wewnętrznego. Funkcję tę pełnił do 30 listopada 1946. 25 maja 1945 został mianowany generałem dywizji. Od marca 1946 członek Państwowej Komisji Bezpieczeństwa.
30 listopada 1946 (wyjechał na początku 1947 roku) odwołany z Wojska Polskiego przez gen. Rokossowskiego za nadużycia (sprawa willi na Mokotowie), wrócił do ZSRR, gdzie od marca 1947 roku był słuchaczem kursu wyższych dowódców w Akademii Sztabu Generalnego im. Woroszyłowa w Moskwie, który ukończył w marcu 1948. Następnie pełnił funkcje w Armii Radzieckiej: zastępcy dowódcy korpusu piechoty (marzec 1948 – wrzesień 1949); zastępcy dowódcy armii zmechanizowanej (wrzesień 1949 – luty 1950).
W lutym 1950 na życzenie marszałka Konstantego Rokossowskiego został ponownie skierowany do Wojska Polskiego, gdzie 7 maja został dowódcą Okręgu Wojskowego nr V w Krakowie. Funkcję tę pełnił do 8 stycznia 1954.
W lutym 1954 wyjechał do ZSRR i wrócił do Armii Radzieckiej. Po demobilizacji, na własną prośbę osiadł w Warszawie, gdzie zmarł 3 maja 1969. Został pochowany w Alei Zasłużonych cmentarza Wojskowego na Powązkach (kwatera A2-Tuje-15). W pogrzebie wzięła udział delegacja WP z wiceministrem obrony narodowej gen. dyw. Józefem Urbanowiczem, który pożegnał zmarłego w imieniu żołnierzy Wojska Polskiego.
Był mężem Heleny Nikołajewnej Warfołomiejewej z domu Kozłowskiej (1903–1990), z którą miał dwie córki i dwóch synów.

## Ordery i odznaczenia
- Order Krzyża Grunwaldu II klasy (24 maja 1946)[5][6]
- Krzyż Komandorski Orderu Odrodzenia Polski (1945)[7][8]
- Order Krzyża Grunwaldu III klasy (29 marca 1945)[9]
- Krzyż Kawalerski Orderu Virtuti Militari (11 maja 1945)[8][10][11]
- Krzyż Walecznych (1943)[8]
- Złoty Krzyż Zasługi (trzykrotnie: 16 lipca 1946[12], 11 września 1946[13], 1948)
- Złoty Medal „Zasłużonym na Polu Chwały” (dwukrotnie)
- Srebrny Medal „Zasłużonym na Polu Chwały”
- Medal za Warszawę 1939–1945 (17 stycznia 1946)[14]
- Medal za Odrę, Nysę, Bałtyk
- Medal Zwycięstwa i Wolności 1945
- Brązowy Medal „Siły Zbrojne w Służbie Ojczyzny” (1951)
- Medal 10-lecia Polski Ludowej
- Medal „Za udział w walkach o Berlin” (1966)
- Srebrny Medal „Za zasługi dla obronności kraju” (1968)
- Odznaka za Rany i Kontuzje (2)
- Złota odznaka honorowa „Za Zasługi dla Warszawy” (1961)[15]
- Order Lenina (ZSRR, 1951)[8]
- Order Czerwonego Sztandaru (ZSRR, pięciokrotnie: 1940, 29 czerwca 1945, 5 marca 1945, 1946, 1956)[8]
- Order Czerwonej Gwiazdy (ZSRR, 3 listopada 1944)[8]
- Order Suworowa II klasy (ZSRR, 29 maja 1945)[16][8]
- Order Kutuzowa II klasy (ZSRR, 1945)[8]
- Order Wojny Ojczyźnianej I stopnia (ZSRR, 1943)[8]
- Medal „Za obronę Moskwy” (ZSRR, 12 grudnia 1944)
- Medal „Za wyzwolenie Warszawy” (ZSRR, 1945)
- Medal „Za zdobycie Berlina” (ZSRR, 1945)
- Medal „Za zwycięstwo nad Niemcami w Wielkiej Wojnie Ojczyźnianej 1941–1945” (ZSRR, 1945)
- Medal jubileuszowy „30 lat Armii Radzieckiej i Floty” (ZSRR)
- Medal Jubileuszowy „50 lat Sił Zbrojnych ZSRR” (ZSRR)
- Medal „Pamięci 800. Rocznicy Moskwy” (ZSRR)